# Gran Premio di superbike di Hockenheim 1991
Il Gran Premio di Superbike di Hockenheim 1991 è stata la decima prova su tredici del campionato mondiale Superbike 1991, è stato disputato il 15 settembre sul Hockenheimring e ha visto la vittoria di Doug Polen in gara 1, mentre la gara 2 è stata vinta da Raymond Roche.

## Risultati

### Gara 1

#### Arrivati al traguardo[1]
| Pos. | Nº | Pilota              | Motocicletta | Tempo     | Griglia | Punti |
| ---- | -- | ------------------- | ------------ | --------- | ------- | ----- |
| 1º   | 23 | Doug Polen          | Ducati       | 29:21.440 | 1º      | 20    |
| 2º   | 1  | Raymond Roche       | Ducati       | +0:01.370 | 2º      | 17    |
| 3º   | 25 | Davide Tardozzi     | Ducati       | +0:11.700 | 3º      | 15    |
| 4º   | 4  | Robert Phillis      | Kawasaki     | +0:12.060 | 4º      | 13    |
| 5º   | 3  | Stéphane Mertens    | Ducati       | +0:19.260 | 5º      | 11    |
| 6º   | 9  | Giancarlo Falappa   | Ducati       | +0:29.780 | 6º      | 10    |
| 7º   | 7  | Terry Rymer         | Yamaha       | +0:35.380 | 7º      | 9     |
| 8º   | 17 | Udo Mark            | Yamaha       | +0:38.460 | 8º      | 8     |
| 9º   | 5  | Carl Fogarty        | Honda        | +0:49.820 | 9º      | 7     |
| 10º  | 20 | Edwin Weibel        | Ducati       | +0:50.120 | 10º     | 6     |
| 11º  | 99 | Jean-Yves Mounier   | Yamaha       | +0:50.610 | 11º     | 5     |
| 12º  | 36 | Thomas Franz        | Honda        | +0:50.960 | 12º     | 4     |
| 13º  | 24 | Jeffry de Vries     | Yamaha       | +0:51.200 | 13º     | 3     |
| 14º  | 10 | Jari Suhonen        | Yamaha       | +0:53.690 | 14º     | 2     |
| 15º  | 48 | Daniel Amatriaín    | Honda        | +0:55.080 | 15º     | 1     |
| 16º  | 72 | Marcel Kellenberger | Yamaha       | +0:58.120 | 16º     |       |
| 17º  | 51 | Bruno Bonhuil       | Yamaha       | +1:03.580 | 17º     |       |
| 18º  | 37 | Andreas Hofmann     | Kawasaki     | +1:10.590 | 18º     |       |
| 19º  | 74 | Bruno Bammert       | Yamaha       | +1:11.390 | 19º     |       |
| 20º  | 18 | Ernst Gschwender    | Kawasaki     | +1:11.660 | 20º     |       |
| 21º  | 55 | Christer Lindholm   | Yamaha       | +1:17.720 | 21º     |       |
| 22º  | 43 | Massimo Broccoli    | Kawasaki     | +1:18.450 | 22º     |       |

#### Ritirati
| Nº | Pilota               | Motocicletta | Giri     | Griglia |
| -- | -------------------- | ------------ | -------- | ------- |
| 2  | Fabrizio Pirovano    | Yamaha       | +1 giro  | 23º     |
| 27 | Fred Merkel          | Honda        | +2 giri  | 24º     |
| 59 | Anton Heiler         | Yamaha       | +4 giri  | 25º     |
| 63 | Bernd Caspers        | Ducati       | +4 giri  | 26º     |
| 41 | Steve Manley         | Yamaha       | +4 giri  | 27º     |
| 79 | Bernhard Schick      | Ducati       | +6 giri  | 28º     |
| 19 | Robert McElnea       | Yamaha       | +7 giri  | 29º     |
| 67 | Jean-Michel Mattioli | Yamaha       | +7 giri  | 30º     |
| 80 | Jürgen Foss          | Kawasaki     | +7 giri  | 31º     |
| 77 | Vittorio Scatola     | Yamaha       | +9 giri  | 32º     |
| 35 | Peter Rubatto        | Yamaha       | +10 giri | 33º     |
| 70 | Ray Stringer         | Yamaha       | +12 giri | 34º     |
| 31 | Richard Hubin        | Ducati       | +13 giri | 35º     |

### Gara 2

#### Arrivati al traguardo[2]
| Pos. | Nº | Pilota               | Motocicletta | Tempo     | Griglia | Punti |
| ---- | -- | -------------------- | ------------ | --------- | ------- | ----- |
| 1º   | 1  | Raymond Roche        | Ducati       | 29:27.790 | 2º      | 20    |
| 2º   | 23 | Doug Polen           | Ducati       | +0:03.330 | 1º      | 17    |
| 3º   | 9  | Giancarlo Falappa    | Ducati       | +0:05.800 | 6º      | 15    |
| 4º   | 4  | Robert Phillis       | Kawasaki     | +0:06.110 | 4º      | 13    |
| 5º   | 17 | Udo Mark             | Yamaha       | +0:20.860 | 8º      | 11    |
| 6º   | 3  | Stéphane Mertens     | Ducati       | +0:21.100 | 5º      | 10    |
| 7º   | 2  | Fabrizio Pirovano    | Yamaha       | +0:21.420 | 23º     | 9     |
| 8º   | 25 | Davide Tardozzi      | Ducati       | +0:21.650 | 3º      | 8     |
| 9º   | 7  | Terry Rymer          | Yamaha       | +0:21.900 | 7º      | 7     |
| 10º  | 5  | Carl Fogarty         | Honda        | +0:39.470 | 9º      | 6     |
| 11º  | 20 | Edwin Weibel         | Ducati       | +0:39.700 | 10º     | 5     |
| 12º  | 10 | Jari Suhonen         | Yamaha       | +0:39.980 | 14º     | 4     |
| 13º  | 35 | Peter Rubatto        | Yamaha       | +0:40.210 | 33º     | 3     |
| 14º  | 63 | Bernd Caspers        | Ducati       | +0:41.520 | 26º     | 2     |
| 15º  | 72 | Marcel Kellenberger  | Yamaha       | +0:42.730 | 16º     | 1     |
| 16º  | 19 | Robert McElnea       | Yamaha       | +0:44.450 | 29º     |       |
| 17º  | 36 | Thomas Franz         | Honda        | +0:51.840 | 12º     |       |
| 18º  | 67 | Jean-Michel Mattioli | Yamaha       | +0:53.210 | 30º     |       |
| 19º  | 51 | Bruno Bonhuil        | Yamaha       | +0:53.840 | 17º     |       |
| 20º  | 74 | Bruno Bammert        | Yamaha       | +1:04.630 | 19º     |       |
| 21º  | 48 | Daniel Amatriaín     | Honda        | +1:06.460 | 15º     |       |
| 22º  | 18 | Ernst Gschwender     | Kawasaki     | +1:06.820 | 20º     |       |
| 23º  | 77 | Vittorio Scatola     | Yamaha       | +1:34.700 | 32º     |       |
| 24º  | 80 | Jürgen Foss          | Kawasaki     | +1:36.370 | 31º     |       |

#### Ritirati
| Nº | Pilota            | Motocicletta | Giri     | Griglia |
| -- | ----------------- | ------------ | -------- | ------- |
| 59 | Anton Heiler      | Yamaha       | +1 giro  | 25º     |
| 24 | Jeffry de Vries   | Yamaha       | +4 giri  | 13º     |
| 99 | Jean-Yves Mounier | Yamaha       | +6 giri  | 11º     |
| 37 | Andreas Hofmann   | Kawasaki     | +8 giri  | 18º     |
| 55 | Christer Lindholm | Yamaha       | +9 giri  | 21º     |
| 27 | Fred Merkel       | Honda        | +10 giri | 24º     |
| 43 | Massimo Broccoli  | Kawasaki     | +11 giri | 22º     |
| 70 | Ray Stringer      | Yamaha       | +14 giri | 34º     |